# 충주 청녕헌
충주 청녕헌(忠州 淸寧軒)은 충청북도 충주시 성내동, 충청감영에 있는 조선시대의 건축물이다. 1980년 11월 13일 충청북도의 유형문화재 제66호 충주청령헌(忠州淸寧軒)으로 지정되었으나, 2013년 1월 18일 현재의 문화재 명칭으로 변경되었다.

## 개요
동헌은 옛 관청인 관아에서 업무를 처리하던 중심건물을 가리킨다.
이 건물은 충주목 동헌으로, 당시 충주 목사가 이곳에서 집무를 보던 곳이다. 조선 고종 7년(1870) 화재로 타버린 것을 같은 해 조병로가 다시 세웠다고 한다. 지금 있는 건물은 중원군 청사로 개조하여 사용하다가 1983년 군청 자리를 옮기면서 원형으로 복원하였다.
앞면 7칸·옆면 4칸 규모로, 지붕은 옆면에서 볼 때 여덟 팔(八)자 모양인 팔작지붕집이다. 가운데 3칸은 대청, 오른쪽 끝 1칸은 마루방, 대청 왼쪽 2칸은 온돌방, 왼쪽 끝 1칸은 누마루로 구성되어 있다.

## 같이 보기
- 충청감영

## 참고 자료
- 충주 청녕헌 - 국가유산청 국가유산포털